# Abraxas circinata
Abraxas circinata är en fjärilsart som beskrevs av Eugen Wehrli 1935. Abraxas circinata ingår i släktet Abraxas och familjen mätare. Inga underarter finns listade i Catalogue of Life.